# Lac-Tremblant-Nord
Lac-Tremblant-Nord är en kommun i provinsen Québec i Kanada. Den ligger i regionen Laurentides, i den sydöstra delen av landet, 120 km nordost om huvudstaden Ottawa.
Kommunen är officiellt tvåspråkig (franska och engelska), med franskspråkig majoritet vid folkräkningen 2021.